# Domenico Fontana (atleta)
Domenico Fontana (Bassano del Grappa, 11 ottobre 1989) è un velocista italiano, specializzato nei 400 metri piani e vicecampione continentale con la staffetta 4x400 metri agli Europei under 23 di Kaunas 2009 e titolato sui 400 metri agli assoluti indoor di Ancona 2010.

## Biografia
Nel 2007, al suo primo anno di tesseramento, partecipa ai campionati italiani juniores giungendo quarto sui 200 m.
L'anno seguente, 2008, vince le sue prime medaglie ed anche il primo titolo ai campionati italiani giovanili: prima è argento sui 400 m agli italiani juniores indoor, poi oro sulla stessa distanza all'aperto ed inoltre gareggia anche agli assoluti di Cagliari uscendo in batteria.
Sempre nel 2008 viene convocato a tre manifestazioni internazionali juniores, ottenendo numerosi podi: nel mese di marzo all'Incontro internazionale indoor di categoria svoltosi in Germania ad Halle ottiene due secondi posti nei 400 m e con la staffetta 4x200 m; a luglio nei Mondiali juniores di Bydgoszcz in Polonia non supera la batteria sia nei 400 m che con la 4x400 m; ad agosto nella Coppa del Mediterraneo ovest juniores a Rabat in Marocco vince la gara dei 400 m e finisce secondo con la 4x400 m.
Doppietta di medaglie nel 2009 ai campionati italiani promesse sui 400 m con l'argento al coperto e l'oro outdoor.

Prende parte ad entrambi i campionati nazionali assoluti, uscendo in batteria agli indoor e finendo quarto all'aperto.
In ambito internazionale partecipa a ben 5 manifestazioni: nel mese di febbraio fa il suo esordio con la Nazionale seniores a Tampere in Finlandia durante un Incontro internazionale indoor concludendo terzo sui 400 m e primo con la staffetta 4x300 m; a giugno nell'Europeo per nazioni svoltosi in Portogallo a Leiria gareggia con la 4x400 m terminando in settima posizione; quindi è la volta dei Giochi del Mediterraneo tenutisi in Italia a Pescara dove non supera la semifinale dei 400 m ed arriva quinto con la 4x400 m; nel mese di luglio alle Universiadi di Belgrado in Serbia non supera la semifinale dei 400 m; poi diventa vicecampione continentale di categoria vincendo (con Matteo Galvan, Marco Vistalli, Isalbet Juarez realizzando il nuovo record italiano promesse) la medaglia d'argento con la staffetta 4x400 m a soli 5 centesimi dalla Polonia (esce in semifinale sui 400 m) agli Europei under 23 di Kaunas in Lituania
Nel 2010 durante la stagione al coperto dei campionati italiani, vince entrambi i titoli sui 400 m diventando quindi campione al coperto sia assoluto che promesse.

Agli assoluti di Grosseto arriva sesto nei 400 m.
La sua apparizione in Nazionale seniores più importante la disputa agli Europei di Barcellona in Spagna, correndo in semifinale con la staffetta 4X400 m sostituendo Andrea Barberi (primatista italiano) che poi correrà la finale chiuso in ottava posizione. In questa manifestazione la staffetta era composta anche da Marco Vistalli, Luca Galletti e Claudio Licciardello.

Nello stesso anno sempre con la Nazionale assoluta partecipa all'Europeo per nazioni tenutosi in Norvegia a Bergen dove conclude quarto con la 4x400 m.
L'8 maggio del 2011, correndo la gara in 46”63, realizza a Pavia il suo attuale primato personale sui 400 m.
Il 25 giugno gareggia agli assoluti di Torino uscendo in batteria sui 400 m.
Disputa nel mese di luglio gli Europei under 23 svoltisi in Repubblica Ceca ad Ostrava dove non supera la batteria dei 400 m e conclude all'ottavo posto con la 4x400 m.
Nel triennio 2012-2013-2014 gareggia a tre edizioni dei campionati italiani assoluti uscendo sempre in batteria sui 400 m: Bressanone 2012, indoor di Ancona 2013 e Rovereto 2014.

## Record nazionali

### Promesse
- Staffetta 4x400 metri: 3'03"79 ( Kaunas, 19 luglio 2009)
(Marco Vistalli, Isalbet Juarez, Domenico Fontana, Matteo Galvan)[1]

## Progressione

### 400 metri piani
| Stagione | Misura | Luogo                 | Data      | Rank. Mond. |
| -------- | ------ | --------------------- | --------- | ----------- |
| 2014     | 48"07  | Pergine Valsugana     | 3-8-2014  |             |
| 2013     | 49"39  | Cernusco sul Naviglio | 20-6-2013 |             |
| 2012     | 47"72  | Pavia                 | 6-5-2012  |             |
| 2011     | 46"63  | Pavia                 | 8-5-2011  |             |
| 2010     | 46"85  | Firenze               | 5-6-2010  |             |
| 2009     | 46"81  | Rieti                 | 13-6-2009 |             |
| 2008     | 47"57  | Torino                | 14-6-2008 |             |
| 2007     | 48"77  | Imola                 | 25-9-2007 |             |

### 400 metri piani indoor
| Stagione | Misura | Luogo  | Data      | Rank. Mond. |
| -------- | ------ | ------ | --------- | ----------- |
| 2013     | 49"27  | Ancona | 16-2-2013 |             |
| 2010     | 47"70  | Ancona | 27-2-2010 |             |
| 2009     | 47"78  | Ancona | 25-1-2009 |             |
| 2008     | 47"88  | Halle  | 1-3-2008  |             |

## Palmarès
| Anno | Manifestazione          | Sede       | Evento      | Risultato  | Tempo   | Note  |
| ---- | ----------------------- | ---------- | ----------- | ---------- | ------- | ----- |
| 2008 | Mondiali juniores       | Bydgoszcz  | 400 m piani | Batteria   | 47"99   | [ 2 ] |
| 2008 | Mondiali juniores       | Bydgoszcz  | 4x400 m     | Batteria   | 3'11"33 | [ 2 ] |
| 2009 | Giochi del Mediterraneo | Pescara    | 400 m piani | Batteria   | 47"01   | [ 3 ] |
| 2009 | Giochi del Mediterraneo | Pescara    | 4x400 m     | 5º         | 3'06"66 | [ 3 ] |
| 2009 | Universiadi             | Belgrado   | 400 m piani | Semifinale | 47"45   | [ 4 ] |
| 2009 | Europei under 23        | Kaunas     | 400 m piani | Semifinale | 47"65   | [ 5 ] |
| 2009 | Europei under 23        | Kaunas     | 4x400 m     | Argento    | 3'03"79 | [ 5 ] |
| 2010 | Europei                 | Barcellona | 4x400 m     | Batteria   | 3'04"55 | [ 6 ] |
| 2011 | Europei under 23        | Ostrava    | 400 m piani | Batteria   | 48"04   | [ 7 ] |
| 2011 | Europei under 23        | Ostrava    | 4x400 m     | 8º         | 3'09"07 | [ 8 ] |

## Campionati nazionali
- 1 volta campione assoluto indoor nei 400 m (2010)
- 1 volta campione promesse indoor nei 400 m (2010)
- 1 volta campione promesse nei 400 m (2009)
- 1 volta campione juniores nei 400 m (2008)

2007
- 4º ai Campionati italiani juniores e promesse, (Bressanone), 200 m - 21"77[9]

2008
- Argento ai Campionati italiani allievi-juniores-promesse indoor, (Ancona), 400 m - 49"18[10]
- Oro ai Campionati italiani juniores e promesse, (Torino), 400 m - 47"57[11]
- In batteria ai Campionati italiani assoluti, (Cagliari), 400 m - 49"53[12]

2009
- Argento ai Campionati italiani allievi-juniores-promesse indoor, (Ancona), 400 m - 48"21[13]
- In batteria ai Campionati italiani assoluti indoor, (Torino), 400 m - 48"46[14]
- Oro ai Campionati italiani juniores e promesse, (Rieti), 400 m - 46"81[15]
- 4º ai Campionati italiani assoluti, (Milano), 400 m - 47"18[16]

2010
- Oro ai Campionati italiani allievi-juniores-promesse indoor, (Ancona), 400 m - 48"29[17]
- Oro ai Campionati italiani assoluti indoor, (Ancona), 400 m - 47"70[18]
- 6º ai Campionati italiani assoluti, (Grosseto), 400 m - 47"87[19]

2011
- In batteria ai Campionati italiani assoluti, (Torino), 400 m - 47”48[20]

2012
- In batteria ai Campionati italiani assoluti, (Bressanone), 400 m - 49"50[21]

2013
- In batteria ai Campionati italiani assoluti indoor, (Ancona), 400 m - 49"27[22]

2014
- In batteria ai Campionati italiani assoluti, (Rovereto), 400 m - 49"26[23]

## Altre competizioni internazionali
2008
- Argento nell'Incontro internazionale juniores indoor Germania-Francia-Italia, ( Halle), 400 m - 47"88[2]
- Argento nell'Incontro internazionale juniores indoor Germania-Francia-Italia, ( Halle), 4x200 m - 1'28"50[2]
- Oro nella Coppa del Mediterraneo ovest juniores, ( Rabat), 400 m - 47"65[2]
- Argento nella Coppa del Mediterraneo ovest juniores, ( Rabat), 4x400 m - 3'13"08[2]

2009
- Bronzo nell'Incontro internazionale indoor, ( Tampere), 400 m - 47"90[3]
- Oro nell'Incontro internazionale indoor, ( Tampere), 4x300 m - 2'15"89[3]
- 7º all'Europeo per nazioni, ( Leiria), 4x400 m - 3'06"35[3]

2010
- 4º all'Europeo per nazioni, ( Bergen), 4x400 m - 3'04"52[6]